# Jaroslav Stetsko

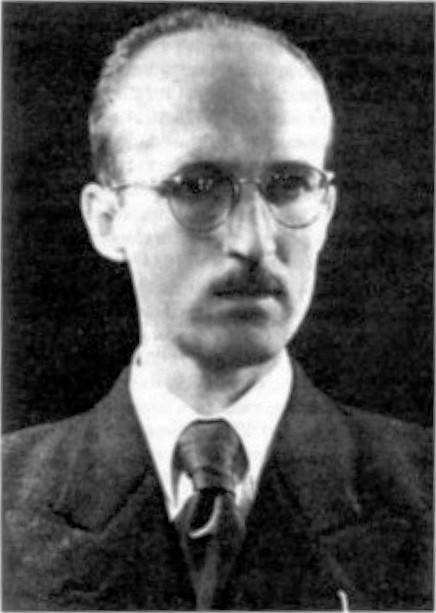
Jaroslav Stetsko (vóór 1936)

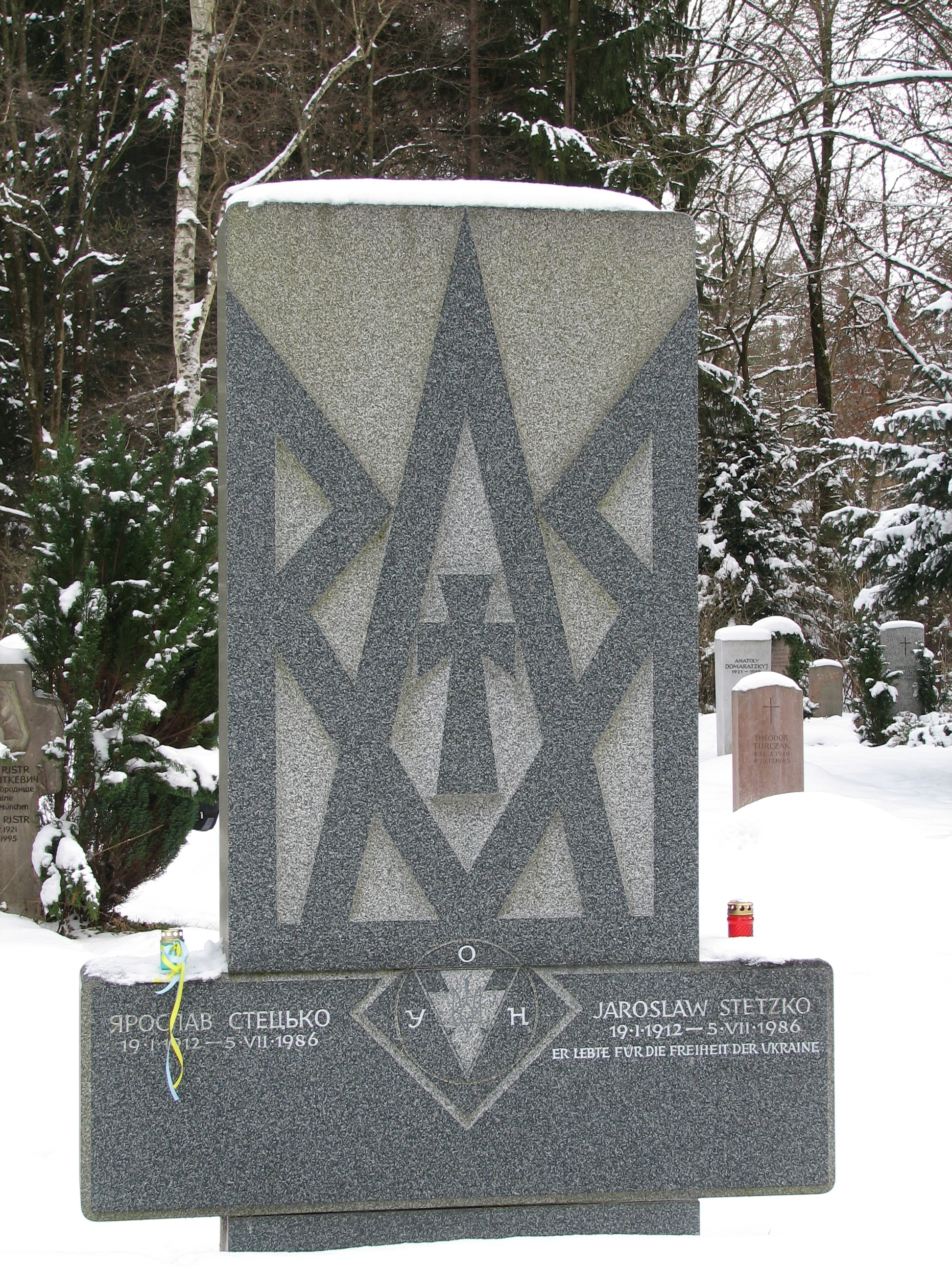
Graf op de bosbegraafplaats in München (“Hij leefde voor de vrijheid van Oekraïne”)

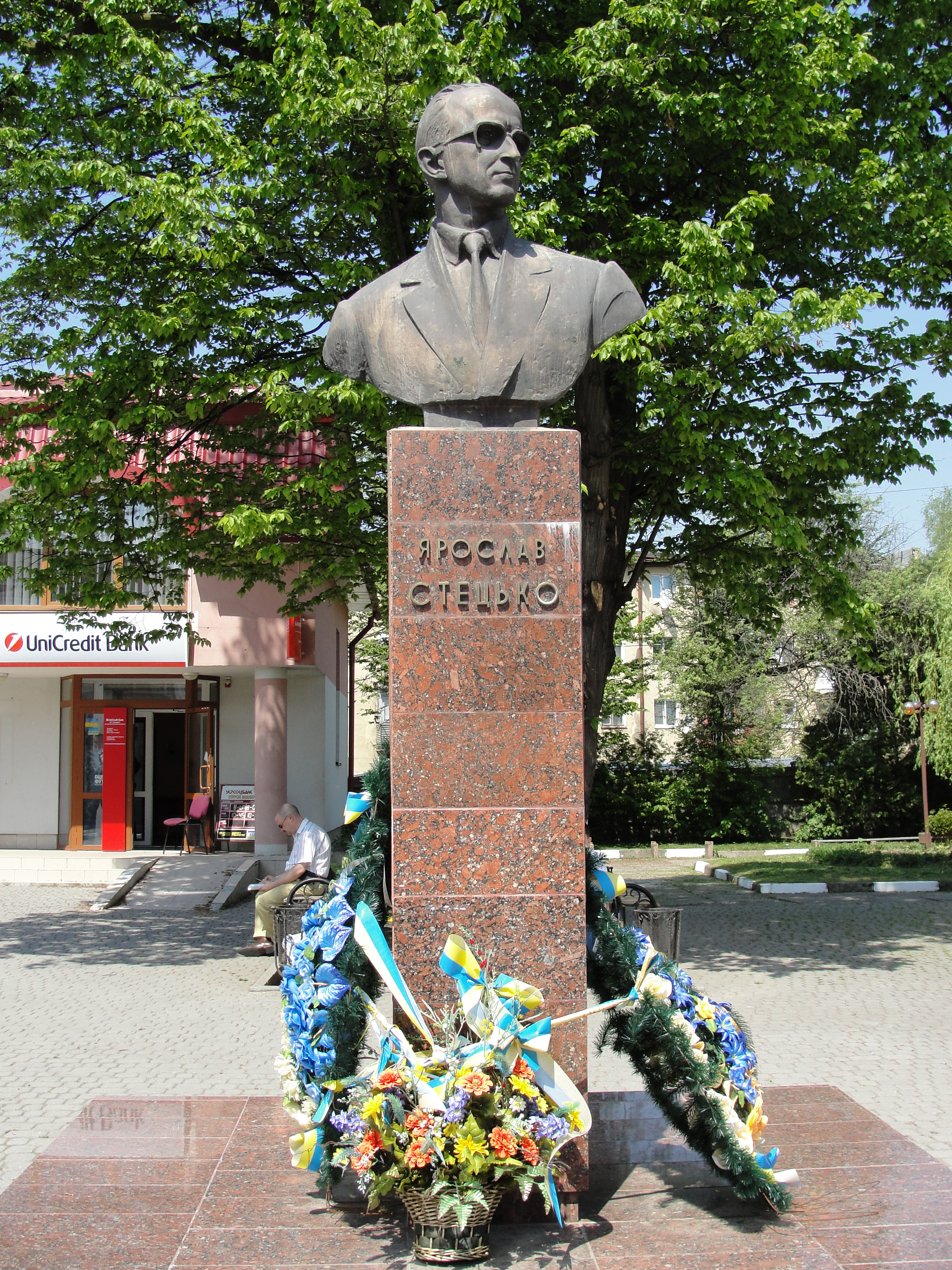
monument voor Jaroslav Stetsko in Stryj

Jaroslav Semenovitsj Stetsko (Oekraïens: Ярослав Семенович Стецько) (Tarnopol, koninkrijk Galicië en Lodomerië, Oostenrijk-Hongarije, 19 januari 1912 - München, 5 juli 1986) was een Oekraïense nationalist en politicus in ballingschap.

## Leven
Jaroslav Stetsko werd geboren onder de Oekraïense bevolking in Galicië, dat tot 1918 deel uitmaakte van Oostenrijk. Na het einde van de Eerste Wereldoorlog en de kortstondige Oekraïense Staat, het einde van de Pools-Oekraïense Oorlog en de Pools-Russische Oorlog behoorden delen van Oekraïne tot Sovjet-Rusland, later de Sovjet-Unie, tot Polen, Roemenië en Tsjecho-Slowakije. Als lid van de Oekraïense minderheid in Polen ging Stetsko naar de middelbare school in Tarnopol en studeerde van 1929 tot 1934 filosofie en rechten in Kraków en Lwów.

### Politieke activiteiten
Als tiener werd hij lid van de Oekraïense Nationale Jeugd, vervolgens van de Oekraïense Militaire Organisatie en uiteindelijk van de Organisatie van Oekraïense Nationalisten (OOeN). Toen Stepan Bandera in 1932 plaatsvervangend nationaal hoofd van de OOeN werd, werd Stetsko plaatsvervangend politiek-ideologisch adviseur. Omdat de OOeN in het conflict met de Poolse meerderheidsmaatschappij hoop had op het Duitse buitenlandse beleid, was hij een van de deelnemers aan een OOeN-conferentie die begin juni 1933 in Berlijn bijeenkwam na de machtsovername van de nationaalsocialisten. De OOeN-leiders werden herhaaldelijk gearresteerd door de Poolse politieke politie. Na de moord op Bronisław Pieracki was Stetsko een van de twaalf OOeN-leiders die van november 1935 tot januari 1936 in Warschau werden onderworpen aan een proces, waarbij lange gevangenisstraffen werden uitgesproken. Bandera en twee andere Oekraïners werden ter dood veroordeeld (ook al werd deze niet uitgevoerd) en Stetsko werd tot vijf jaar gevangenisstraf veroordeeld, waaruit hij na de helft van de tijd werd vrijgelaten. In 1939 was Stetsko de organisator van een OOeN-congres, dat plaatsvond in Rome.

#### Tweede Wereldoorlog
Na het Molotov-Ribbentroppact en de Duitse en Sovjet-bezetting van Polen in 1939 werd de regio Galicië bij de Oekraïense Sovjetrepubliek van de Sovjet-Unie gevoegd. Stetsko daarentegen oriënteerde zich op nazi-Duitsland en werd in 1940 verkozen tot Bandera's plaatsvervanger in de radicale vleugel van de OOeN-B in het Generaal-gouvernement te Krakau. Een week na de Duitse aanval op de Sovjet-Unie schreef Stetsko de onafhankelijkheidsverklaring van Oekraïne, en op 30 juni 1941 werd hij door een bijeenkomst van OOeN-B-leden in Lemberg uitgeroepen tot president van Oekraïne. 
De OOeN-B begon een golf van pogroms waarbij duizenden Joden werden vermoord, en Stetsko verzekerde in brieven aan Adolf Hitler, Benito Mussolini, Francisco Franco en Ante Pavelić dat zijn nieuwe staat deel uitmaakte van Hitlers Nieuwe Orde in Europa.
Omdat een onafhankelijk Oekraïne in tegenstelling was met de Duitse bedoelingen, werden Stetsko en Bandera op 12 juli 1941 door de Gestapo gearresteerd en naar Berlijn gebracht, waar ze zich na ondervraging door de Gestapo vrij door de stad konden bewegen. Ze ontmoetten andere OOeN-aanhangers en verzochten het Hitler-regime om samen te werken met de OOeN. Gedurende deze tijd werd het antisemitisme van Stetsko nog radicaler. Tegen die tijd had Stetsko opgeroepen tot gettovorming en verdrijving van de joden uit Oekraïne, en de ontwerpgrondwet van de OOeN voor een onafhankelijk Oekraïne uit 1939 sloot joden uit van het staatsburgerschap. In juli 1941 verklaarde Stetsko, als zelfbenoemde premier van Oekraïne: 
Ik steun daarom de uitroeiing van de Joden en beschouw het als opportuun om de Duitse methoden om het Jodendom uit te roeien naar Oekraïne te brengen om hun assimilatie en dergelijke te voorkomen.
In augustus 1941 richtte Stetsko zich tot de Duitse heersers in een autobiografisch geschrift, waarbij hij zijn antisemitische uitspraken herhaalde en eraan toevoegde: 
Moskou en de Joden zijn de grootste vijanden van Oekraïne. Ik beschouw Moskou, dat Oekraïne met geweld in slavernij heeft gehouden, als de belangrijkste vijand, en ik beschouw de Joden niet minder als een schadelijk en vijandig lot, die Moskou helpen Oekraïne tot slaaf te maken.
Van 15 september 1941 tot 30 september 1944 werd Stetsko gevangen gehouden in een relatief comfortabel bijgebouw van het concentratiekamp Sachsenhausen. In april 1944 werden Stepan Bandera en zijn plaatsvervanger Jaroslav Stetsko benaderd door Otto Skorzeny om plannen voor afleiding en sabotage tegen de Sovjet-Unie te bespreken. 
In september 1944 werd Stetsko vrijgelaten toen de Duitsers probeerden Oekraïense troepen en partizanen te mobiliseren tegen de geallieerden vanwege een dreigende nederlaag, en Stetsko zette zijn strategische samenwerking met de nazi's voort voor de rest van de oorlog. 
Aan het einde van de oorlog, op 10 mei 1945, raakte Stetsko, die met een Duits konvooi reisde, ernstig gewond bij een aanval van de Amerikaanse luchtmacht nabij Praag. 

#### Naoorlogse periode
Na het einde van de oorlog bevond Stetsko zich in West-Duitsland, waar Oekraïense collaborateurs en voormalige dwangarbeiders zich verzamelden en van waaruit sommigen naar het buitenland emigreerden. 
Stetsko wilde naar de VS reizen, maar zijn immigratieaanvraag werd door de Amerikaanse autoriteiten afgewezen. Na 1945 presenteerde hij zichzelf in de Bondsrepubliek Duitsland als slachtoffer van het nationaalsocialisme, daarbij verwijzend naar zijn gevangenschap in Sachsenhausen. Zijn standpunten bleven in wezen onveranderd. 
Stetsko vestigde zich in München en woonde aan de Zeppelinstrasse 67. Daar richtte hij het Anti-Bolshevik Bloc of Nations (ABN) op en leidde dit tot aan zijn dood in 1986. Deze mantelorganisatie van de OOeN bracht ook emigrantenaanhangers van de Ustaša, de Roemeense IJzeren Garde en de Tiso-dictatuur in Slowakije samen en werd gefinancierd door Taiwan onder Chiang Kai-shek en door Spanje onder de Franco-dictatuur. Stetsko werd ook bestuurslid van de World Anti-Communist League.
Stetsko bleef gefixeerd op joden en vrijmetselaars. In het openbaar matigde hij zijn antisemitische retoriek enigszins, maar privé bleef hij ronduit racistisch. In 1957 schreef hij aan Dmytro Dontsov over de macht van "Joden, Moskovieten en Vrijmetselaars" in Amerika:
Eisenhower is een marionet in de handen van de maffia. Ik begrijp niet hoe ze mensen kunnen dwingen naar dezelfde school te gaan als negers – is dat democratie?... Waarom moeten blanke mensen naast zwarte mensen zitten?
Van 1968 tot aan zijn dood was Stetsko de leider van de OOeN-B.
Stetsko's vrouw, Jaroslava Stetsko (1920-2003), die ook politiek actief was, maakte in 1991 de onafhankelijkheid van Oekraïne mee en werd lid van het Congres van Oekraïense Nationalisten (KOeN), de opvolger van de OOeN, in de Verchovna Rada.

## Nalatenschap

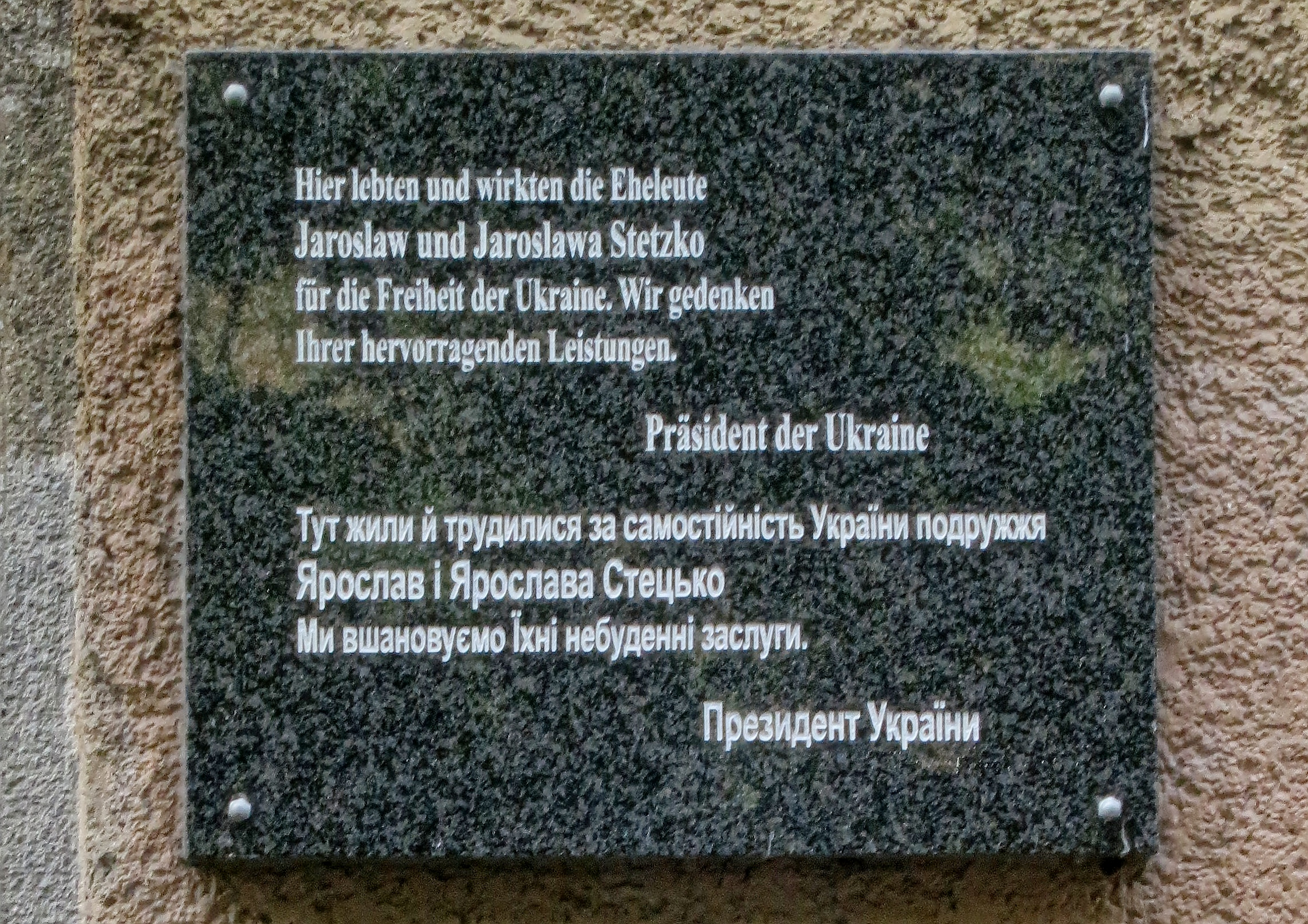
Gedenkplaat aan de Zeppelinstrasse 67 in München met het onderschrift van de president van Oekraïne

Stetsko wordt in Oekraïens-nationalistische kringen nog steeds vereerd. Zijn werk Twee Revolutie's diende als ideologische basis voor de Al-Oekraïense Vereniging "Svoboda". In 2010 werd een door de toenmalige president Viktor Joesjtsjenko in opdracht gegeven gedenkplaat geplaatst op een privégebouw aan de Zeppelinstrasse 67. Deze werd later na protesten gedemonteerd en in de kelder van het Oekraïense Instituut voor Onderwijsbeleid geplaatst. Gedurende een lange periode van de Koude Oorlog was in dit pand de uitgeverij van de OOeN gevestigd.

### Stetsko-prijs en onderscheiding
De oblast Ternopil geeft sinds 2008 de Stetsko-prijs (Oekraïens: Тернопільська обласна премія імені Ярослава Стецька)  voor journalistiek werk uit. Daarnaast verleent het de Ere-onderscheiding van de Regionale Raad van Ternopil "Voor diensten aan de regio Ternopil", genoemd naar Jaroslav Stetsko (Oekraïens: Почесна відзнака Тернопільської обласної ради "За заслуги перед Тернопільщиною" імені Ярослава Стецька).
- Bibliothèque nationale de France: cb12271315b (data)
- Gemeinsame Normdatei: 118893475
- International Standard Name Identifier: 0000 0003 5706 0672
- Library of Congress Control Number: n86026781
- Nationale Bibliotheek van Tsjechië: js20020925049
- Nederlandse Thesaurus van Auteursnamen: 067832881
- Système universitaire de documentation: 03151247X
- Virtual International Authority File: 192243133
- WorldCat: E39PBJwHfDvvpqkmCqmJ9mpHG3